# Lauren Barnes
Lauren Barnes (* 31. Mai 1989 in Arcadia, Kalifornien) ist eine US-amerikanische Fußballspielerin, die seit der Saison 2013 beim Seattle Reign FC in der National Women’s Soccer League unter Vertrag steht.

## Karriere
In der Saison 2011 spielte Barnes beim WPS-Teilnehmer Philadelphia Independence. Sie wurde Anfang 2013 beim Supplemental Draft zur neugegründeten NWSL in der zweiten Runde an Position zehn vom Seattle Reign FC verpflichtet. Ihr Ligadebüt gab sie am 14. April 2013 gegen die Chicago Red Stars.
Im Januar 2014 wechselte sie auf Leihbasis bis zum Ende der australischen Saison 2013/14 zum Erstligisten Melbourne Victory, mit dem sie das Finale um die Meisterschaft gewinnen konnte. In beiden Playoff-Spielen Melbournes gelang Barnes hierbei jeweils ein Tor. Danach kehrte sie nach Seattle zurück und erreichte mit den Reign in der Saison 2014 das Play-off-Finale gegen den FC Kansas City. Zum Winterhalbjahr 2014/15 wechselt Barnes abermals auf Leihbasis nach Melbourne.

### Nationalmannschaft
Barnes war Mitglied der US-Jugendnationalmannschaften in den Altersstufen U-15, U-20 und U-23. Anfang 2016 nahm sie mit der A-Nationalmannschaft der Vereinigten Staaten siegreich am SheBelieves Cup teil, blieb jedoch selbst im Turnierverlauf ohne Einsatz.

## Erfolge
- 2013/14: Gewinn der australischen Meisterschaft (Melbourne Victory)
- 2016/17: Gewinn der australischen Meisterschaft (Melbourne City FC)
- 2016: Gewinn des SheBelieves Cup (ohne Einsatz)